# 西宮市立鳴尾小学校
西宮市立鳴尾小学校（にしのみやしりつ なるおしょうがっこう）は、兵庫県西宮市鳴尾町5丁目に所在する公立小学校。

## 沿革
- 1873年（明治6年）10月 - 鳴尾小学校として開校。
- 1941年（昭和16年）4月1日 - 鳴尾国民学校と改称。
- 1947年（昭和22年）4月1日 - 兵庫県武庫郡鳴尾小学校と改称。
- 1951年（昭和26年）4月1日 - 鳴尾村が西宮市に編入され、西宮市立鳴尾小学校と改称。

## 通学区域
- 武庫川町、池開町、鳴尾町1～5丁目、甲子園七番町、甲子園八番町[1]

※卒業後は基本的に西宮市立鳴尾中学校に進学する。

## 通学区域が隣接している学校
- 西宮市立鳴尾東小学校
- 西宮市立甲子園浜小学校
- 西宮市立南甲子園小学校
- 西宮市立鳴尾北小学校
- 西宮市立小松小学校
- 尼崎市立わかば西小学校